# Коне, Аруна
Аруна Коне (фр. Arouna Koné; 11 ноября 1983, Аньяма, Кот-д’Ивуар) — ивуарийский футболист, нападающий. Выступал за сборную Кот-д’Ивуара.

## Карьера
Аруна Коне родился в Аньяме, пригороде Абиджана. У него в семье 10 братьев и 5 сестёр. Как и многие дети, он играл в футбол на улице и мечтал стать профессиональным футболистом, несмотря на то, что его отец хотел, чтобы он сосредоточился на учёбе в школе. Отец Аруны умер, когда мальчику было девять. После смерти отца мать разрешила сыну заниматься футболом и отвела его в молодёжную команду местного клуба «Рио Спорт д’Аньяма».

## Достижения
ПСВ
- Чемпион Нидерландов : 2005/06, 2006/07
- Финалист Кубка Нидерландов: 2007

«Уиган Атлетик»
- Обладатель Кубка Англии: 2012/13

Сборная Кот-д’Ивуара
- Финалист Кубка африканских наций: 2006